# Valentina Kovpan
Valentina Kovpan   (Petroostriv, 28 de febrer de 1950 - Lviv, 12 de maig de 2006) fou una tiradora amb arc ucraïnesa que va competir sota bandera soviètica durant la dècada de 1970.
El 1976 va prendre part en els Jocs Olímpics de Mont-real, on va guanyar la medalla de plata en la prova individual femenina del programa de tir amb arc.
En el seu palmarès també destaquen dues medalles d'or i dues de plata al Campionat del món de tir amb arc, tres d'or i una de plata al Campionat d'Europa de tir amb arc i quatre campionats nacionals (1970, 1973, 1974, 1978).